# Johann Sax von Saxenau
Johann Sax von Saxenau (auch: Johannes Sachs zu Sachsenau; † 23. April 1306) war als Johann I. Propst des Chorherrenstiftes Berchtesgaden und als Johann II. Fürstbischof von Brixen.
Johann Sax von Saxenau entstammte einem Salzburger Rittergeschlecht und war von 1283 bis 1303 Propst des Klosterstiftes in Berchtesgaden. Als solcher wurden ihm und dem Stift das Recht des „Blutbanns“ zugestanden, und er und die nachfolgenden Berchtesgadener Pröpste waren damit den Reichsfürsten gleichgestellt worden. Der bis dahin noch romanischen Berchtesgadener Stiftskirche ließ er den frühgotischen Chor anfügen, der die bisherige Kirche weit überragte und ihre Länge nahezu verdoppelte.
Auf Betreiben der Söhne des Tiroler Grafen Meinhard II., Otto, Ludwig und Heinrich, wählte das Brixner Domkapitel Konrad Waldner zum Nachfolger des verstorbenen Brixner Fürstbischofs Landulf von Mailand. Der Salzburger Erzbischof Konrad IV. von Fohnsdorf bestätigte diese Wahl jedoch nicht, sondern ernannte 1302 Johann Sax von Saxenau. Papst Bonifaz VIII. wiederum ernannte den Gegenbischof Arnald, der in Brixen jedoch nie wirklich in Erscheinung trat.
Am 9. Juni 1303 verlieh Albrecht I. Bischof Johann die Regalien. Er erließ den Bürgern von Bruneck auf zehn Jahre die Steuern, um ihnen beim Bau der Stadtmauer zu helfen.
Am 23. April 1306 verstarb der Bischof und wurde in der Kirche des Klosters Neustift in Brixen beigesetzt.